# Гринфилд, Люк
Люк Гри́нфилд (англ. Luke Greenfield) — американский режиссёр, сценарист и продюсер. Наиболее известен как режиссёр фильма «Животное» с Робом Шнайдером в главной роли.

## Биография

### Ранние годы
Родился в Манхассете, штат Нью-Йорк, в еврейской семье, вырос в Уэстпорт (Коннектикут). После окончания средней школы «Staples High School», поступил в Школу кино и телевидения USC. Снял несколько студенческих фильмов, наиболее известный из которых — «Живой и здоровый», получил награды на студенческих кинофестивалях.

### Карьера
В 1999 году стал соавтором и режиссёром короткометражного фильма «Правильный крючок». После этого Адам Сэндлер, продюсеры Тодд Гарнер и Грег Сильверман, увидев короткометражную работу, предложили Гринфилду снять дебютный режиссёрский фильм под названием «Животное» с Робом Шнайдером в главной роли.
После коммерческого успеха «Животного» Гринфилд занялся работой над подростковым фильмом «Соседка», проект получил положительные отзывы зрителей и стал коммерчески успешным для студии.
В 2004 году создал компанию по производству фильмов и телепередач WideAwake, Inc., на которой была снята пилотная серия телесериала «Чужие в Америке» для NBC/Universal Studios и CW Network.
В 2014 году Гринфилд вернулся к режиссёрской работе в комедийном боевике «Типа копы», на студии 20th Century Fox.